# 彻底的宗教改革
彻底的宗教改革（Radical Reformation），是十六世纪宗教改革的延续，更坚决的改革宗教弊端，又被称为激进的宗教改革（激進宗教改革）。屬於基督教之宗教改革。

## 缘起
十六世纪马丁·路德发起德意志宗教改革运动，“当时教会的内部争权夺利，教权分裂，神职人员腐化，早已使教会威信扫地。”路德受奥古斯丁神学的影响，对当时羅馬教廷的神学产生了抵触，甚至变为厌恶，他反对当时天主教會的教条、清規、仪式、领导和教会组织结构，“对教宗的权威与当时盛行的赎罪券进行了批评，提出他的信念：惟独因信基督得救，基督徒信心与行为的标准是《圣经》，而非教宗或大公会议。”以《九十五条论纲》为自己的主张，借着当时发达的印刷术迅速传播开来。
十六世紀新教神學家及其跟隨者，大致上可以分為兩大類：一是威權式的（Magisterial)宗教改革，一是激進的宗教改革（Radical Reformation)。「激進」這個意義是指「回到源頭」，雖然所有新教的目的都想要恢復他們心目中「真正的新約福音」，然而有一群新教改教家比其餘的人更為激進，因此被統稱為「激進宗教改革」，或稱「激進的新教」。

## 改革形成的宗派
宗教改革引发信徒对神的道的渴慕追求，但也在对圣经的解释及敬拜礼仪的不同，形成百花齐放的宗派、教派林立。
在德意志，路德的追随者逐渐形成独立的的教会，后来被称之为信义宗或路德宗。路德把圣经翻译成德文，逐渐形成其改革运动的主要原则，如信徒皆祭司，平信徒可领受圣餐的饼和酒；得救是因信称义而不是因善行称义；崇拜的重点从庆祝弥撒变为讲道；教士可以结婚等。

路德之后另一个重要改革者是約翰·喀爾文，在瑞士日内瓦，加尔文将自己的神学理念贯彻到这座城市的治理中，他的聲威浩大，人稱他是「新教的教宗」，也稱日內瓦為「新教的羅馬」。其核心教义是《預選說》，此說在強調「神的绝对主权」，人之所以得救，都是早已注定。加尔文认可《圣经》的权威性，从而否定了教宗和教士們在教会中享有特殊的权力。”加尔文与路德一样认可“信徒皆祭司”。在教会体制上，则主张“具有民主、共和性质的代議制長老會，建立官方教会。”加尔文的追随者建立的归正宗有很强的改革立约精神，就是要基督徒臣服於上帝之权、一切为荣耀上帝。秉承「唯独圣经」、「唯独恩典」、「唯独信心」和「唯独基督」的五個唯獨指引教导。他们在仪式改革上和路德宗有所不同，会尽量除去天主教的崇拜仪式，毀去聖像，单单借真道领人归主。其中胡格諾派、長老會、公理會都屬於歸正宗。
在英格蘭，早在14世纪就有威克里夫领导的改革，但被教廷即刻撲滅，未能成功。德意志宗教改革传入英国后，英王亨利八世為了離婚，想要擺脫羅馬教廷控制，由篤信天主教，變成誓反天主教，藉著改革者们要求脱离教宗控制的愿望，自上而下地发起英格蘭宗教改革，先后召开八次会议，1534年通过《至尊法案》，“正式承认英國君主是英格蘭的宗教最高領袖，但英格蘭教會还基本保留了罗马教会的教义、主教制、各種儀式等，只是英國君主取代了教宗，作為教會的元首。”从此以后，英格蘭教会又被称为圣公会。
在中世紀德意志社會階層體制下，神聖羅馬皇帝與各邦王侯之下有廣大的農民階級，1525年，爆發德意志農民戰爭，長期被壓抑且被地主剝削的農民，因為宗教改革帶來解放風氣，佃農開始要求擁有土地。然而這場革命中，路德選擇支持王侯，犧牲農民，面對此一不利形勢，部分基層農民選擇更加徹底地進行宗教改革而形成重洗派，而後重洗派也發展成兩股力量，一是入世的革命派，以閔采爾為首，一是出世的和平派，追求避世，如門諾。

## 改革的不彻底之处
路德的信義宗與加爾文的歸正宗“即便是拒绝了中世纪教会的特定仪式和教条，但仍肯定早期教会所有的古典教义与仪式，如三位一体、基督的神人两性、婴儿洗礼等，此外，他们深受奥古斯丁的影响，但其他的宗教改革运动就没有如此局限与传统。”路德终其一生仍不能摆脱中世纪之宗教观，即使在改教后，他仍然持守一种升华式修道主义；加上路德的改革得到許多不願受到教會支配的諸侯支持，当一些激进的改革出现涉及君王及上流社会的利益时，路德明显站在贵族一边，而反对打压激进派的改革运动。克尔文的改革也离不开日内瓦市议会的统治基础，使得改革必须依赖政治而进行。这些正是后来的激进改革者反对的。
英国宗教改革是由英國王室下達民間，是君王與大臣們所推动，是為了與羅馬教廷奪權而來，所以“政治性超过宗教性，强调组织超过强调教义。”虽然形成了自己的特色，在教义与崇拜仪式上有一些变革，但在行政制度上没有太多改变，仍然保留许多中世纪教会的元素。
激進宗教改革包括三個不同的次級團體：重洗派、靈修派(spirituals)和反三位一體派(anti-trinitarian rationalist)，包括一位神派。激進的更正教改革認為，威權式改教家都淪落到只會支持君士坦丁和奧古斯丁了。而在所有的激進派改革者中，重洗派對於基督教神學最有影響力，其中有兩位重洗派思想家出類拔萃，特別具有創造力和影響力，就是胡伯邁爾和門諾。根據重洗派歷史學家艾提普(William R. Estep)的說法，「宗教改革最有革命性的一幕」是在西元一五二五年元月25日，發生於蘇黎世。

## 改革之延续
因以上原因，一部分教会认为“不论在建制上、实践上与观念上，都需要激烈而彻底的检修和改革。”要求继续改革教会行政、道德和法治，有一部分关注教会的灵性，如何能重新捕捉基督徒信仰的活力与生气，缅怀使徒时代基督教的简朴与激情，以致可以返回更纯正和清新的基督教形态，就是历代向他们呼唤的信仰。

重洗派就应运而生，他们认为宗教改革的大人物们并没有忠于他们的改革原则，教导的是一套，实行的却是另一套，必须彻底废除所有天主教自創的传统，按照新约的教训重建教会；他们主张彻底的“政教分离”，严格执行会员纪律；由于他们反对婴儿洗礼，认为婴儿所受的洗礼无效，信徒必须重新受洗，因此被称为“重洗派”。主要代表人物有：格列伯、布老若克、費利克斯·曼茲等。
重洗派是很不容易下定義的名詞，因為涵蓋性極大的主張，由於重洗派的宗教改革相當徹底，有人稱為「宗教改革的左翼」（the left wing of the Reformation）也有人稱為「奮進宗教改革」（Radical Refomaion）。他们当中很多人“是真正来自社会最基层的草根群众，是真正无权无势的一群，他们认真地期盼彻底遵照《新约》的宗教改革。”他们明确反对嬰兒洗禮、反对官方宗教，主张作耶稣基督的门徒。因此，和前一代改革者相比，他们是期待更彻底的宗教改革，但有人主张和平的改革，也有主张暴力的方式，所以天主教与新教都视重洗派为异端而不容其存在。崇尚和平的门诺·西门（约1469-1561) 在荷兰等地成为重洗派的主要领袖，在门诺的领导下，奠定了门诺会日后的发展。1693年雅各·亞米创立了门诺会中一个极端保守的支派，流传至今，即“亞米胥派”。主张暴力的改革者，被天主教与新教都视为异端而镇压消灭。

另外，在十六世纪由胡特（Jacob Hutter）在莫拉维亚所领导的重洗派团体，也辗转流传至今，被称为“胡特派，他们与艾门派人一样，拒绝现代文明，保持三百年前的生活方式。他们不开汽车，只驾马车；不用电灯，只点油灯。

在路德和烏利希·慈運理的改革運動之外，1520年代興起另一改教運動，其神學、組織及發展均別樹一幟。此一宗教改革運動既反對天主教，也不認同主流復原派，歷史學家對這改革運動有不同的稱呼和評價；有稱為「左翼改教運動」，表示此運動是路德和慈運理等人所推動宗教改革的極端發展，力求擺脫傳統，自成一家。然而哈佛大學的威廉士則批評此一名稱並不適當，改以「激進改革教運動」取而代之。並將此改革運動分為三派：一、重洗派，強調聖經，他們期望不僅改革教會，更冀望把教會帶回初代使徒時期的樣式。二、屬靈派，放棄教會外表繁文縟節，他們重視聖靈內住的經驗，勝過有形教會的活動。三、福音唯理派，訴諸理性，質疑三一神觀的可信性。威廉士指前述三派的區別有時並不鮮明，也有重疊的地方，不過統稱為「激進改教運動」，主要是因為他們持守的幾項共同信念，包括對主流改教運動的失望、對人自由意志的肯定以及對政教結合的抗拒。
清教徒主義泛指十六世紀後期及十七世紀英國一種渴求更徹底改革的運動。清教徒對於伊麗莎白一世時代的英格蘭宗教改革感到不滿，認為是在羅馬（天主教會）與日內瓦（喀爾文）及蘇黎世（慈運理）之間的半路涼亭。清教徒指出唯有聖經是至高的信仰道德標準，已為信徒提供足夠的指導；教會必須完全撇棄天主教的禮儀，且接受長老制，使用日內瓦聖經譯本及崇拜儀式。在宗派上，清教徒運動主要是喀爾文派信眾推行，但包括一些聖公宗及浸信會的人，其中有主張留在國教的，也有提倡脫離國教自立的。

## 总结
在这些运动的不同分支中，我们可以分辨出一些共同的元素：“对外来权威的普遍怀疑；拒绝嬰兒受洗而赞同成年洗礼；财物的共有共享，以及强调和平主义与不抵抗原则。”改革者留下的遗产，让历代教会在每个时代不断反思，教会走的道路是否正确，是否合神心意。